# Coral Browne
Coral Edith Browne (Melbourne, 23 luglio 1913 – Los Angeles, 29 maggio 1991) è stata un'attrice australiana.

## Carriera
Unica figlia di un ristoratore di Melbourne, Coral Browne cominciò la propria carriera in Australia. A 21 anni emigrò in Gran Bretagna, dove si affermò come attrice teatrale e, nel 1936, iniziò la sua carriera cinematografica. I suoi ruoli più famosi, giunti negli anni della maturità, furono quelli di Vera Charles in La signora mia zia (1958) di Morton DaCosta, di Mercy Croft in L'assassinio di Sister George (1968) di Robert Aldrich, di Molly Luther in Quando muore una stella (1968) di Robert Aldrich e di Lady Claire Gurney in La classe dirigente (1972) di Peter Medak. Prese parte anche ad altri film importanti, quali La primavera romana della signora Stone (1961) di José Quintero, La notte dei generali (1967) di Anatole Litvak, Oscar insanguinato (1973) di Douglas Hickox, ove ebbe accanto il futuro marito Vincent Price, e Detective Harper: acqua alla gola (1975) di Stuart Rosenberg. 
Anche in film meno noti diede performance memorabili, come in Dr. Crippen (1963) di Robert Lynn, dove affiancò Donald Pleasence e Samantha Eggar, nella parte della moglie alcolizzata ed erotomane del medico londinese interpretato dallo stesso Pleasence. A proposito di questa interpretazione, Craig Butler di Allmovie sostenne che Coral Browne "come moglie e vittima bisbetica riesce davvero a lasciare il segno"
Attrice raffinata e incisiva, nel 1969 la Browne recitò nella produzione originale della controversa opera di Joe Orton What the Butler Saw presso il Queen's Theatre, insieme a Sir Ralph Richardson, Stanley Baxter e Hayward Morse.
Nel 1958, mentre partecipava a una tournée artistica in Unione Sovietica per una produzione dell'Amleto della Royal Shakespeare Company, conobbe la spia Guy Burgess, incontro che fu alla base della pellicola televisiva An Englishman Abroad (1983) nella quale la Browne interpretò sé stessa, apparentemente includendo alcune delle sue conversazioni con Burgess. Burgess, che aveva trovato conforto nel suo esilio suonando continuamente la musica di Jack Buchanan, chiese alla Browne se lei l'avesse conosciuto. "Suppongo di sì", rispose l'attrice, "ci siamo quasi sposati". Nel 1984 recitò in American Dreamer di Rick Rosenthal, con protagonisti JoBeth Williams e Tom Conti. Altro suo film di rilievo, che fu l'ultimo in cui apparve, è Dreamchild (1986) di Gavin Millar, nel quale l'attrice fornì un affettuoso resoconto della vita adulta di Alice Liddell, la bambina che aveva ispirato la storia di Alice nel Paese delle Meraviglie di Lewis Carroll.

## Vita personale

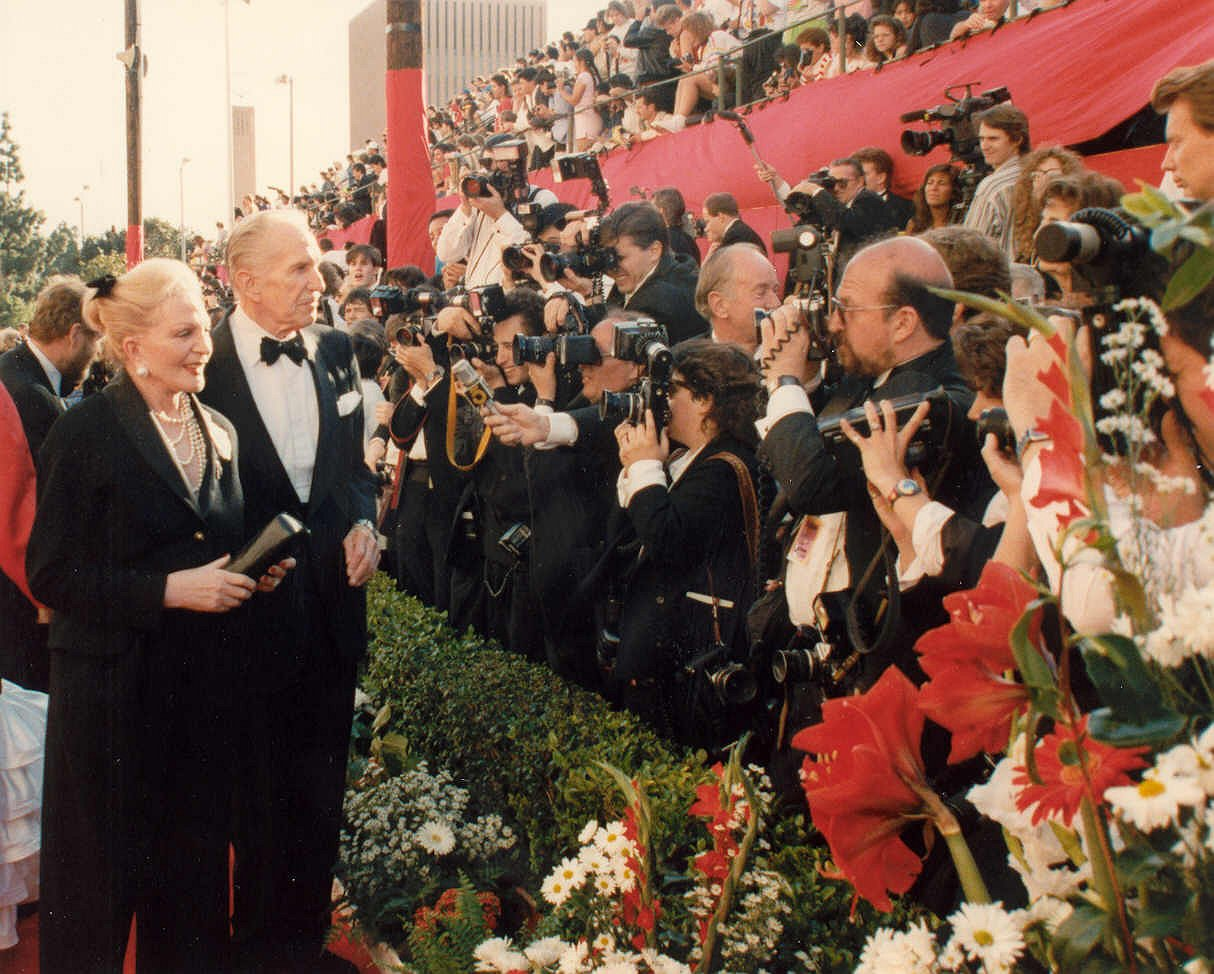
Coral Browne e Vincent Price agli Oscar 1989

Nel 1950 sposò l'attore Philip Pearman, che morirà nel 1964. Mentre nel 1973 girava Oscar insanguinato di Douglas Hickox conobbe il protagonista Vincent Price, con cui si sposò il 24 ottobre 1974. Ebbe anche relazioni con Firth Shephard, Jack Buchanan, Maurice Chevalier, Michael Hordern, il costumista Cecil Beaton, oltre che con diverse donne.
Ottenne la cittadinanza statunitense per naturalizzazione nel 1987 per farne dono a Price, il quale ricambiò convertendosi al cattolicesimo; la Browne si era convertita molti anni prima.
Morì a Los Angeles per un cancro al seno all'età di 77 anni.

## Tributi
Sulla sua vita Barbara Angell ha scritto la biografia The Coral Browne Story: Theatrical Life and Times of a Lustrous Australian che fu pubblicata nel maggio 2007 e presentata al Victorian Arts Centre di Melbourne il 14 giugno dello stesso anno.
Il libro Coral Browne: This Effing Lady di Rose Collis, edito dalla Oberon Books, fu presentato al Royal National Theatre il 4 ottobre 2007.

## Filmografia
- Waltzing Matilda, regia di Pat Hanna (1933)
- Line engaged, regia di Bernard Mainwaring (1935)
- Charing Cross Road, regia di Albert de Courville (1935)
- Gentiluomo dilettante - Il nuovo Robin Hood (The Amateur Gentleman), regia di Thornton Freeland  (1936)
- Guilty Melody, regia di Richard Pottier (1936)
- We're Going to Be Rich, regia di Monty Banks (1938)
- Yellow Sands, regia di Herbert Brenon (1938)
- Ribalta nera (Black Limelight), regia di Paul L. Stein (1939)
- The Nursemaid Who Disappeared, regia di Arthur B. Woods (1939)
- Lascia fare a Giorgio (Let George Do It!), regia di Marcel Varnel (1940)
- Incontro a Piccadilly (Piccadilly Incident), regia di Herbert Wilcox (1946)
- Le vie del destino (The Courtneys of Curzon Street), regia di Herbert Wilcox (1947)
- Trafficanti d'oro (Beautiful Stranger), regia di David Miller (1954)
- La signora mia zia (Auntie Mame), regia di Morton DaCosta (1958)
- La primavera romana della signora Stone (The Roman Spring of Mrs. Stone), regia di José Quintero (1961)
- I cinque ladri d'oro (Go to Blazes), regia di Michael Truman (1962)
- La vergine in collegio (Tamahine), regia di Philip Leacock (1963)
- Dr. Crippen, regia di Robert Lynn (1963)
- La notte dei generali (The Night of the Generals), regia di Anatole Litvak (1967)
- Quando muore una stella (The Legend of Lyla Clare), regia di Robert Aldrich (1968)
- L'assassinio di Sister George (The Killing of Sister George), regia di Robert Aldrich (1968)
- La classe dirigente (The Ruling Class), regia di Peter Medak (1972)
- Oscar insanguinato (Theatre of Blood), regia di Douglas Hickox (1973)
- Detective Harper: acqua alla gola (The Drowning Pool), regia di Stuart Rosenberg (1975)
- Xanadu, regia di Robert Greenwald (1980)
- American Dreamer, regia di Rick Rosenthal (1984)
- Dreamchild, regia di Gavin Millar (1985)

## Doppiatrici italiane
- Tina Lattanzi in Gentiluomo dilettante - Il nuovo Robin Hood
- Franca Dominici ne La signora mia zia
- Dhia Cristiani ne La primavera romana della signora Stone
- Rosetta Calavetta ne La notte dei generali
- Anna Miserocchi ne L'assassinio di Sister George
- Gemma Griarotti in Oscar insanguinato
- Clelia Bernacchi in Quando muore una stella
- Lydia Simoneschi in Detective Harper: acqua alla gola